# Aladža-Moschee (Foča)

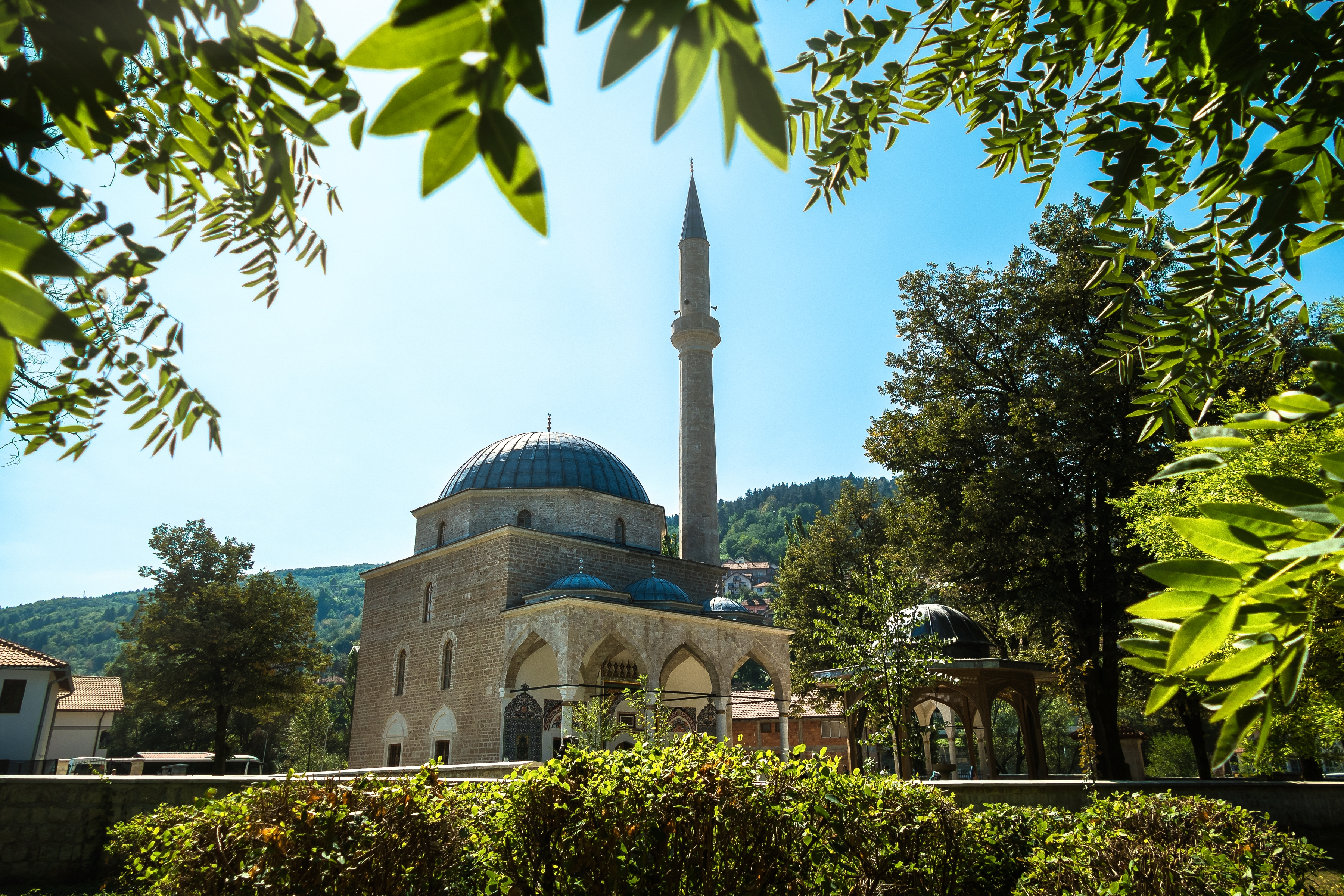
Die wiederaufgebaute Aladža-Moschee (2019)

Die Aladža-Moschee (Aladža džamija; Šarena džamija, džamija Hasana Nezira; Bunte Moschee) ist eine im Jahr 1550 erbaute und 1992 gesprengte Moschee in Foča im Osten von Bosnien und Herzegowina, die seit dem Jahr 2016 wieder aufgebaut wurde. Sie galt vor der Sprengung  als eine der architektonisch bedeutendsten im europäischen Teil des Osmanischen Reichs, dem damaligen Rumelien. Ihr Wiederaufbau wurde 2019 abgeschlossen.

## Geschichte
Den Bau veranlasste Hassan Naziri, der Aufseher der staatlichen Güter und Finanzen in der Herzegowina. Baumeister war der im persischen Kulturkreis ausgebildete Ramadan-Aga. Im Zug des Bosnienkriegs wurde die Moschee am 22. April 1992 gesprengt und die Reste wurden anschließend beseitigt. Die Reste der gut dokumentierten Moschee wurden nach dem Krieg im Schutt rund 200 m südlich der Eisenbrücke über die Drina sowie rund 300 m nördlich von dieser Brücke gefunden. Das Gelände, auf dem die Moschee stand, wurde eingezäunt. Der Wiederaufbau wurde von einer Bundeskommission (Komisija za očuvanje nacionalinih spomenika BiH) betrieben und 2019 abgeschlossen.

## Anlage

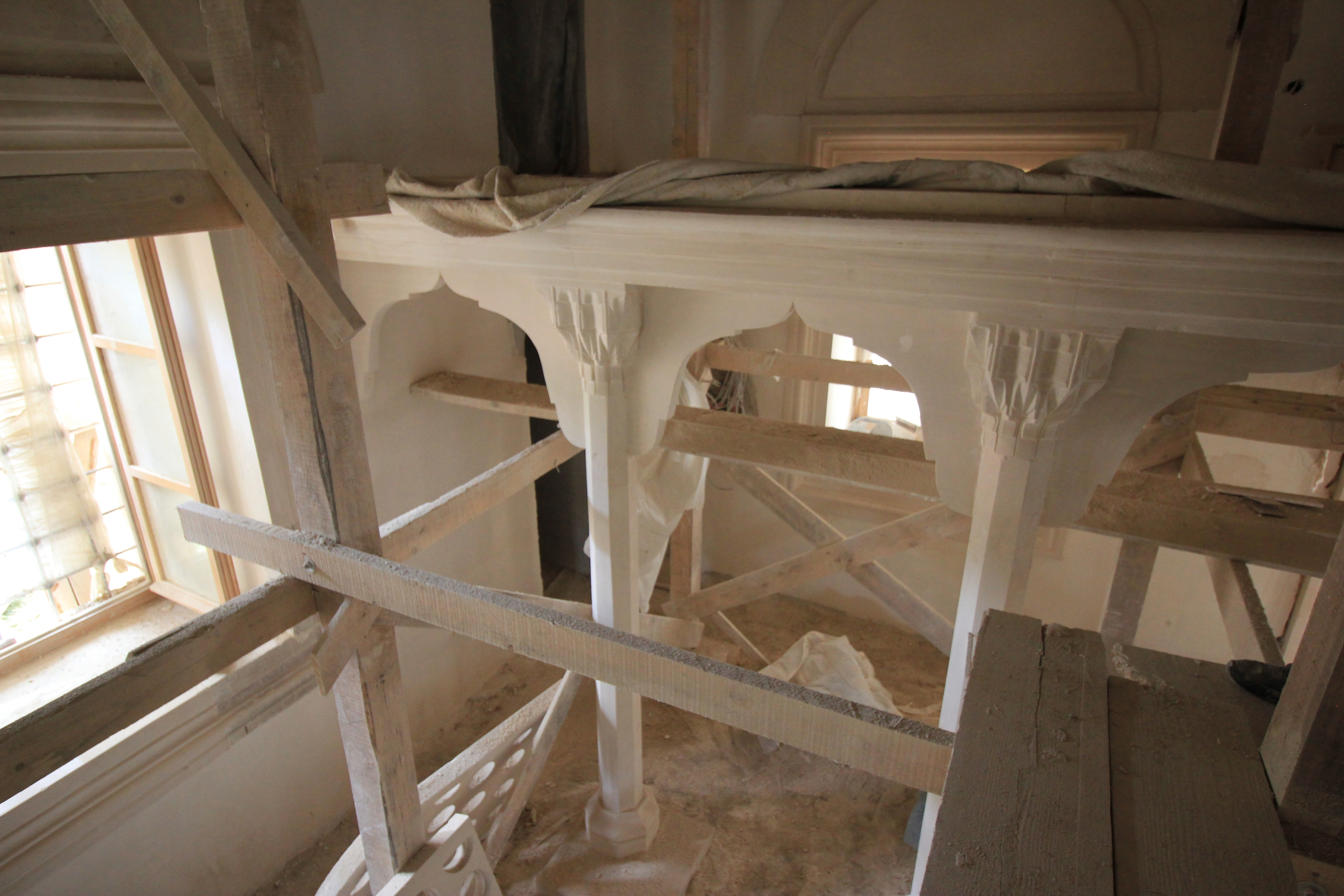
Innenraum während des Wiederaufbaus

Die Moschee gehört wie die Ali-Pascha-Moschee in Sarajevo und die Sinan-Beg-Moschee in Čajniče dem „klassischen“ Stil an, dem auch die Gazi-Husrev-Beg-Moschee in Sarajevo zugeordnet werden kann. Ihr Grundriss ist fast quadratisch (11,22 × 11,30 Meter). Über einem achteckigen Tambour erhebt sich die Kuppel, die einen Durchmesser von 11 Metern hat. Die Höhe bis zum Scheitel der Kuppel beträgt 19,85 Meter. Drei Seiten der Moschee sind von je 5 Fenstern durchbrochen, vor der Vorderfront befindet sich eine Vorhalle mit von vier Marmorsäulen getragenen Spitzbogenarkaden und drei Kuppeln. Das Minarett ist 36 Meter hoch. In Mihrab, Minbar und Mahvil im Innenraum befand sich islamische Steinplastik, die als die schönste auf dem Balkan galt (Trifunović). Die Moschee besaß Bildschmuck, darunter eine Rosette an der Nordwand mit Blumenverzierung und Wandmalerei in der Vorhalle. Die berühmten Gemälde und Kacheln im Inneren wurden großenteils mit Hilfe türkischer Kunsthandwerker unter Verwendung traditioneller Pigmente wieder hergestellt.